# Harry Potter og De Vises Sten
 Denne artikel omhandler romanen om Harry Potter. Opslagsordet har også en anden betydning, se De vises sten.
Harry Potter og De Vises Sten (eng. Harry Potter and the Philosopher's Stone) er en fantasy-roman fra 1997, som er skrevet af den britiske forfatter J.K. Rowling. Det er den første bog i Harry Potter-serien om drengen Harry Potter, der på sin 11-års fødselsdag finder ud af, at han er en troldmand. Samme dag finder han ud af, at han er blevet optaget på troldmandsskolen Hogwarts og at hans forældre blev dræbt af den onde troldmand Lord Voldemort, som troldmandssamfundet ellers regnede for død. I løbet af sit første år på skolen opdager Harry, at Voldemort er ved at genvinde sine kræfter og genopstå. Harry må derfor, sammen med sine venner Ron og Hermione, forhindre Voldemort i at få fat i De Vises Sten, der er skjult på Hogwarts, idet stenen vil kunne give Voldemort evigt liv.
Bogen blev udgivet den 30. juni 1997 af Bloomsbury i London, mens Scholastic Corporation i 1998 udgav en udgave til det amerikanske marked med titlen Harry Potter and the Sorcerer's Stone. Romanen vandt de fleste britiske priser, der blev uddelt af børn, og flere andre priser i USA. Romanen toppede New York Times' liste over bedst sælgende fiktion i august 1999, og blev nær toppen i det meste af 1999 og 2000. Den er blevet oversat til flere andre sprog og blev i 2001 filmatiseret i spillefilmslængde under samme navn.
De fleste anmeldelser af romanen var rosende, og komplimenterede Rowlings fantasi, humor, simple og direkte stil og velovervejede opbygning af plot, selvom få anmeldelser kritiserede de sidste kapitler virkede forhastede. Skrivestilen er blevet sammenlignet med Jane Austen, en af Rowlings yndlingsforfattere, af Roald Dahl, hvis arbejde dominerede børnebogsbranchen før Harry Potter-serien, og sammenlignet med den oldgræske historiefortæller Homer. Selvom nogle anmeldere mente, at romanen så tilbage på de victorianske og edwardianske kostskole-fortællinger, mente andre dog, at genren fuldt og fast hørte til den moderne verden ved at indeholde nutidige etiske og sociale emner.
Harry Potter og De Vises Sten er, sammen med resten af Harry Potter-serien, blevet kritiseret af flere religiøse grupper og er blevet forbudt i nogle lande grundet beskyldninger om, at romanen støtter heksekunst. Det har fået kristne anmeldere til at skrive, at romanen blot eksemplificerer kristne synspunkter, samt viser styrken i selvopofrelse og på hvilke måder folks beslutninger skaber deres personlighed. Undervisere ser Harry Potter og De Vises Sten og dens efterfølgere som en uundværlig hjælp til at fremme læsedygtigheden blandt børn på grund af bøgernes popularitet. Serien er også blevet brugt som kilde til undervisningsteknikker, sociologiske analyser og marketing.

## Handling
Før romanens start har Voldemort, der er set som den ondeste og mest magtfulde mørke troldmand i historien, dræbt Harrys forældre, Lily og James Potter, men forsvinder på mystisk vis efter at have forsøgt at dræbe spædbarnet Harry. Mens den magiske verden fejrer Voldemorts fald, placerer Professor Dumbledore, Professor McGonagall og Rubeus Hagrid den 1-årige forældreløse Harry i hans Muggler-onkel og tantes, Vernon og Petunia Dursley, varetægt.
I ti år forsømmer, piner og plager de og deres søn, Dudley, Harry. Kort før Harrys ellevte fødselsdag begynder en række af breve adresseret til Harry at komme, men Vernon ødelægger dem, før Harry kan nå at læse dem. For at slippe væk fra brevene tager Vernon familien med til en lille ø. Midt om natten bryder Hagrid døren ind og fortæller Harry, hvad det er Dursleyerne har holdt skjult for ham; Harry er troldmand og er blevet optaget på Hogwarts.
Hagrid tager Harry med til Diagonalstræde, en skjult magisk indkøbsgade i London, hvor en forvirret Harry finder ud af hvor kendt han er blandt troldmændene, som "drengen der overlevede". Han finder også ud af at han er ret velhavende, efter at se sin arv fra sine forældre i en bankboks i troldmandsbanken Gringotts. Han køber sine skolebøger og finder i tryllestavsbutikken den stav, der passer bedst til ham. Staven er tvillingen til Voldemorts; begge stave indeholder fjer fra den samme føniks .
En måned senere forlader Harry sit hjem på Ligustervænget for at tage med Hogwartsekspressen fra King's Cross-stationen. Der møder han Weasley-familien, som viser ham vejen gennem den magiske væg til Perron 9¾, hvor togene venter. Ombord på toget bliver Harry venner med Ron Weasley. Under togturen møder de også Hermione Granger. En anden ny elev, Draco Malfoy, sammen med sine kammerater, Crabbe og Goyle, tilbyder at hjælpe Harry, men Harry bryder sig ikke om Malfoys arrogance og fordomme.
Før semestrets første middag i skolens Storsal, skal de nye elever inddeles på kollegier ved hjælp af den magiske Fordelingshat. Før det bliver Harrys tur, fanger han Professor Snapes blik og mærker en smerte i det ar, som Voldemorts drabsforsøg efterlod i hans pande. Da det bliver Harrys tur til at få tildelt kollegie, overvejer Hatten om han skal være i Slytherin, men da Harry protesterer, sender Hatten ham til Gryffindor sammen med Ron og Hermione.
Efter en forfærdelig lektion i Eliksirer med Snape, besøger Harry og Ron Hagrid, som bor i et rustikt hus i udkanten af Den Forbudte Skov. Her hører de, at et røveri i Gringotts skete samme dag, som Harry hentede sine penge i banken. Harry husker, at Hagrid hentede en lille pakke fra den boks, som var blevet brudt op og gennemledt.
Under de nye elevers første flyvetime, brækker Neville sit håndled og Malfoy håner ham ved at tage den glemsomme Nevilles Erindringskugle og kaste den højt op i luften. Harry griber sin kost og når at gribe kuglen inden den smadres mod jorden. Professor McGonagall ser dette og udpeger ham som den nye Søger på Gryffindors Quidditch-hold .
Da Malfoy narrer Ron og Harry, sammen med Neville og Hermione, til en natlig udflugt, kommer de ved et uheld til at gå ind i den forbudte korridor, hvor de finder en enorm trehovedet hund. Gruppen skynder sig ud derfra igen, men Hermione når at se, at den vogter over en lem. Harry kommer frem til at monstret vogter over den pakke, som Hagrid havde med fra Gringotts.
Efter Ron kritiserer Hermiones pralende færdigheder i Besværgelser, gemmer hun sig grædende på pigetoilettet, da Professor Quirrell melder, at en trold er brudt ind i kælderen. Mens alle andre vender tilbage til deres kollegier, skynder Harry og Ron for at advare Hermione. Trolden fanger Hermione inde på toilettet, men det lykkes Harry at stikke sin tryllestav op i det ene næsebor på trolden, mens Ron bruger svæve-besværgelsen til at ramme trolden med den egens kølle. Efterfølgende kommer flere professorer til undsætning og efter at Hermione tager skylden for kampen med trolden, bliver hun tætte venner med drengene.
Aftenen før Harrys første Quidditch-kamp, ser han Snape modtage medicinsk behandling af Filch efter at være blevet bidt af den trehovedede hund. Under Quidditch-kampen mister Harry kontrollen over sin kost, og kommer i livsfare. Hermione opdager, at Snape sidder blandt publikummerne og stirrer på Harry, mens han mumler besværgelser. Hun skynder sig over til lærernes tribune, rammer i al hast Professor Quirrell og sætter ild til Snapes kappe. Harry får igen kontrollen over sin kost og fanger det Det Gyldne Lyn, hvilket gør Gryffindor til vindere af kampen. Hagrid nægter at tro at det var Snape, der var skyld i Harrys livsfare, men da han hører at Snape købte den trehovedede hund, og at monstret vogter over Professor Dumbledore og en ved navn Nicolas Flamels hemmelighed, ændrer Harry mening.
Harry og Weasleyerne bliver på Hogwarts i julen, og Harry får, af en ukendt giver, en usynlighedskappe i julegave. Kappen har tidligere tilhørt Harrys far, James. Harry bruger kappen til at lede i skolebiblioteks Forbudte Afdeling for at finde informationer om den mystiske Flamel, og bliver nødt til flygte fra Snape og Filch efter en fortryllet bog slår alarm. Harry gemmer sig i rummet, der skal vise sig at indeholde Drømmespejlet, som viser ham hans forældre og flere andre forfædre. Harry bliver afhængig af Spejlets syn og bliver reddet af Professor Dumbledore, som forklarer, at spejlet viser, det som seeren længes allermest efter.
Da resten af skolens elever vender tilbage til næste semester, driller Malfoy Neville, hvorefter Harry trøster Neville med et stykke slik. Samlekortet, som sidder udenpå slikket. gør det klart for Harry, at Flamel er alkymist. Hermione finder hurtigt ud af, at han er en 665-år gammel mand, som er i besiddelse af den eneste kendte Vises Sten, fra hvilken man kan udvinde Livseliksir. Et par dage senere ser Harry Snape luske rundt i udkanten af Den Forbudte Skov. Her overhører han også en lyssky samtale om De Vises Sten, hvor Snape spørger Professor Quirrell om han har fundet en vej forbi den trehovedede hund og truende beder Quirrell beslutte sig for, hvilken side han er på. Harry kommer frem til, at Snape vil forsøge at stjæle Stenen og at Quirrell har skabt forhindringer for Snapes forsøg på at stjæle Stenen, hvilket var en fatal fejl.
De tre venner finder ud af, at Hagrid er ved at opfostre en drageunge, hvilket er imod troldmandsloven, og de forsøger at få arrangeret en måde, de kan smugle dragen ud af landet midt om natten. Malfoy ankommer i håb om at få de tre venner i problemer, og går til Professor McGonagall for at sladre. Ron bliver bidt af dragen og må på hospitalet, men det lykkedes alligevel for Harry og Hermione at få dragen sendt sikkert af sted. De bliver dog alligevel fanget, og Harry taber usynlighedskappen. Som en del af deres straf, bliver Harry, Hermione, Draco og Neville (som, prøvede at standse Harry og Hermione efter at have overhørt hvad Malfoy havde sagt, er også blevet taget af McGonagall) beordret til at hjælpe Hagrid med at redde en alvorligt skadet enhjørning i Den Forbudte Skov. Gruppen deler sig i to, og Harry og Malfoy finder enhjørningen død, omringet af sit eget blod. En kutteklædt skikkelse kravler ind over den døde enhjørning og drikker dens blod, hvilket får Malfoy til at løbe skrigende bort. Den kutteklædte skikkelse bevæger sig nu mod Harry, som bliver ramt af en gennemtrængende smerte, der kommer fra hans ar i panden. Da Harry kommer til bevidsthed igen, er den kutteklædte skikkelse væk og en kentaur, Firenze, tilbyder ham at ride ham tilbage til skolen. Kentauren fortæller Harry, at en dødeligt såret person kan redde sit liv ved at drikke enhjørningeblod, men at ens liv fra da af vil være forbandet. Firenze tror, at Voldemort drak enhjørningens blod for at få nok kræfter til at udvinde Livseliksir fra De Vises Sten og så opnå sin fulde styrke ved at drikke eliksiren. Da Harry kommer hjem, finder han sin tabte usynlighedskappe under sin hovedpude.
Et par uger senere, efter de sidste eksamener, kommer Harry til at tænke på, hvordan det lykkedes Hagrid at komme i besiddelse af noget så ulovligt som et drageæg. En jagtbetjent fortæller ham, at Hagrid havde fået ægget af en kutteklædt fremmed, som havde købt ham flere drinks og havde spurgt ham, om hvordan man kom forbi den trehovedede hund. Hagrid indrømmede, at det var ganske let – musik får hunden til at sove. Efter at have indset at et De Vises Stens forsvar er afsløret, går Harry til Professor Dumbledore, kun for at finde ud af, at rektoren netop er taget til et vigtigt møde. Harry kommer frem til at det er Snape, som har givet en falsk besked, som skulle få Dumbledore væk fra skolen og at Snape vil forsøge at stjæle Stenen om natten.
Skjult af usynlighedskappen går Harry og hans to venner ind i den trehovededes hunds kammer, hvor Harry får hunden til at sove ved hjælp af en fløjte han fik af Hagrid til jul. Efter at have kommet igennem lemmen, kommer trioen ind i flere forhindringer, hvor hver en af dem kræver de tre venners forskellige styrker og en af dem kræver, at Ron ofrer sig selv i et spil troldmandsskak. I det sidste rum er Harry alene, og han finder Quirrell i stedet for Snape. Quirrell indrømmer, at det var ham, der slap den trold, der forsøgte at dræbe Hermione til Halloween, ind på slottet, og at det var ham, der forsøgte at dræbe Harry under hans første Quidditch-kamp, men var blevet væltet af Hermione. Snape havde hele tiden forsøgt at beskytte Harry og havde hele tiden mistænkt Quirrell. Quirrell tjener Voldemort og efter sit mislykkedes forsøg på at stjæle De Vises Sten fra boksen i Gringotts, tillod Quirrell, at Voldemort besatte hans krop for at styrke deres chancer for at få Stenen. Den eneste anden ting i rummet er Drømmespejlet, men Quirrell kan ikke se Stenen, selvom det er det han længes mest efter. Efter Voldemorts ordre tvinger Quirrell Harry til at få foran spejlet. Harry mærker nu pludselig, hvordan Stenen falder ned i hans lomme og Harry forsøger nu at trække tiden ud. Quirrell fjerner nu sin turban, hvilket afslører Voldemorts ansigt på hans baghoved. Voldemort/Quirrell forsøger at tage Stenen fra Harry, men blot ved at røre ved Harry begynder Quirrells kød at brænde. Efter mere kamp besvimer Harry.
Harry vågner op på skolens hospital, hvor Professor Dumbledore fortæller ham, at han overlevede Quirrells angreb, fordi hans mor havde ofret sit liv for at beskytte ham, og at Voldemort aldrig vil kunne forstå kraften af en sådan kærlighed. Voldemort efterlod Quirrell til døden, og vil højst sandsynligt vende tilbage på andre måder. Dumbledore havde forudset, at Drømmespejlet kun ville vise Voldemort/Quirrell hvordan de skulle lave Livseliksoren, fordi de ville "bruge" De Vises Sten; Harry, derimod, var i stand til at se Stenen i spejlet, fordi han ville "finde" Stenen, ikke bruge den. Stenen var nu blevet ødelagt.
Til afskedsmiddagen uddeler Dumbledore nogle sidste point til kollegie konkurrencen, og det ender med at Gryffindor vinder.
Harry vender tilbage til Dursley-familien på sommerferie, men undlader at fortælle dem at mindreårige troldmænd ikke må bruge magi uden for Hogwarts.

## Personer

### Hovedpersoner

#### Harry Potter
Harry Potter er seriens hovedperson. Han er søn af Lily og James Potter.
I starten af bogen er Harry blot ét år gammel, da han overlever et angreb af den onde troldmand Lord Voldemort, der netop har slået begge Harrys forældre ihjel. Dette efterlader Harry med et lynformet ar i panden  og gør ham til en berømthed i magiens verden. Arret giver voldsomme smerter, når Voldemort eller en tæt medfjende af de mørke kræfter føler stærke følelser.  Harry bliver efterfølgende opfostret af sin onkel og tante Vernon og Petunia Dursley, og er uvidende om sin tilknytning til magiens verden, indtil han på sin 11 års fødselsdag bliver optaget på Hogwarts, hvor han også lærer Ron Weasley og Hermione Granger at kende. Han får også adgang til den formue, hans forældre efterlod ham, og han køber uglen Hedvig, der kommer til at følge ham trofast gennem hans skoletid. Harry opdager på sit første år på Hogwarts, at han er et naturtalent til at flyve på kost, og bliver optaget på Kollegiet Gryffindors Quidditch-hold.
Rowling forestillede sig Harry som en "radmager, sorthåret, bebrillet dreng, som ikke vidste, at han var troldmand"  Hun udviklede seriens historie og karakterer, for at kunne forklare hvordan Harry kom i denne situation og hvordan hans liv udfoldede sig derfra.  Bortset fra første kapitel, finder begivenhederne i denne bog sted lige før og i det efterfølgende år efter Harrys ellevte fødselsdag. 

#### Ron Weasley
Ron Weasley er på samme alder med Harry og møder ham på Kings Cross, hvor han sammen med sin mor og fire af sine søskende (Percy, Fred, George og Ginny) er på vej til Hogwartsekspressen. Han bliver i toget gode venner med Harry og står ham bi i de oplevelser, der tilstøder dem gennem skoleåret; senere slutter også Hermione sig til dem, og de tre danner fremover et trekløver. Ron er høj, ranglet og er fyldt med fregner. Han har som resten af Weasley familien flammende rødt hår.
Rowling beskriver Ron, som den ultimative bedste ven og som en, der "altid er der, når du har brug for ham." 

#### Hermione Granger
Hermione Granger er datter af muggler-forældre og en meget intelligent pige , som allerede inden skolestart, har læst alle sine skolebøger. Hun møder Ron og Harry på Hogwartsekspressen. Hun bliver i starten opfattet som storsnudet og bedrevidende, fordi hun er meget ivrig og dygtig i skolen. Senere, efter Harry og Ron har reddet hende fra en trold, der er sluppet løs på skolen, bliver de tre dog bedste venner. Hun har en stort, brunt, krøllet hår og store fortænder. Hendes magiske og analytiske evner spiller i en vigtig del i at finde De Vises Sten.
Rowling beskriver Hermione, som en "meget logisk, retfærdig og god karakter"  med "meget usikkerhed og en stor frygt for at lave fejl under hendes facade af at være hårdtstuderende".

### Bipersoner

#### Familien Potter
James og Lily Potter er Harrys forældre. De optræder kun af omtale i bogen, idet de begge døde før bogens begyndelse, omend deres billede viser sig for Harry i Drømmespejlet. De har begge gået på Hogwarts ligesom Harry; det var dér, James og Lily mødte hinanden. James smedede også venskaber med drengene Peter Pettigrew, Sirius Black og Remus Lupus; de gjorde samtidig fjende af en anden medstuderende, Severus Snape, et fjendskab der også kommer til at få konsekvenser for Harry, da Snape bliver hans lærer på Hogwarts. Lily har rødt hår og grønne øjne, mens James har sort, uglet hår og briller.

#### Familien Dursley
Vernon og Petunia Dursley er Harrys onkel og moster. De er mugglere og afskyer alt magisk, hvorfor de gennem hele hans liv har forsøgt at skjule denne verden for Harry. De er bange for at deres naboer skal opdage hemmeligheden om Harry, hvorfor de f.eks. tager stadigt mere drastiske forholdsregler for at forhindre brevene fra troldmandsskolen Hogwarts i at nå frem til Harry til hans fødselsdag. Til trods for at de indvilligede i at tage den spæde Harry til sig, da hans forældre blev dræbt af Voldemort, nærer Vernon og Petunia ingen kærlighed til ham. Til gengæld forkæler de deres egen søn, Dudley, til overmål. Petunia har et hesteagtigt hoved og en lang hals, hvorimod Vernon er tyk og dobbelthaget.
Dudley er Harrys fætter. I starten af bogen fejrer han sin 11-års fødselsdag, der er sammenfaldende med Harrys; al opmærksomheden bliver rettet mod Dudley, mens Harry bliver overset og forbigået. Senere, da familien tager på fødselsdagstur i Zoo bliver han vred da Harry skal med. Ovre i Zoo smider han Harry væk fra en boaslange. Dette får Harry til at blive vred, så han uden at vide det tryller glasset væk kortvarigt, hvorved slangen flygter fra buret; han mener endog at kunne høre en hvisket tak fra slangen, inden den forsvinder ud af døren. Dette er en af de første hændelser, der er med til at gøre Harry opmærksom på sine magiske evner. Dudley ligner en gris og har blond hår ( i filmen er det brunt ) og er umådeligt tyk.

#### Familien Weasley
Molly Weasley er mor til Harrys bedste ven Ron. Hun tager hurtigt Harry til sig og behandler ham som en af sine egne børn, og skaber således et hjem for ham, hvor han føler sig velkommen for første gang i sit liv. Molly er Harry til stor hjælp på King's Cross Station, idet det er hende, der fortæller Harry hvorledes han skal finde Perron 9 3/4, hvorfra Hogwartsekspressen kører.
Percy Weasley er Rons storebror. Han er i femte skoleår på Hogwarts og er netop blevet udnævnt til Vejleder, hvilket han er meget stolt af. Percy holder strengt på reglerne, og er derfor ikke populær blandt sine yngre søskende Ron, Fred, George og Ginny, der også er med på stationen, da Harry møder familien.
Tvillingerne Fred og George er to af Rons ældre brødre. De bruger han det meste af deres tid på Hogwarts på at lave skæg og ballade, ofte til stor morskab for eleverne på skolen. De er begge Baskere på Gryffindors Quidditchhold.
Ginny er Rons lillesøster; hun er en tydelig beundrer af Harry og da hun finder ud af at det er Harry Potter hun har mødt på perronen, vil hun op i toget for at se ham igen.

#### Andre
Vincent Crabbe følger med Draco Malfoy på toget, da de opsøger Harry. Crabbe hjælper gennem resten af skoletiden Malfoy med at gøre livet surt for Harry og hans venner.
Gregory Goyle følger med Draco Malfoy på toget, da de opsøger Harry. Goyle hjælper gennem resten af skoletiden Malfoy med at gøre livet surt for Harry og hans venner.
Neville Longbottom optræder første gang ude på gangen på Hogwarts, men han bliver allerede nævnt på Hogwarts-Ekspressen; det er Nevilles tudse Trevor, der er blevet væk og bliver eftersøgt af Hermione. Neville er en sød og lidt klodset dreng, der oftest kommer ufrivilligt galt af sted.
Draco Malfoy møder allerede Harry i Diagonalstræde, men ved ikke at det er Harry Potter. I toget har han hørt et rygte om, at "Legenden Harry Potter" skulle være på Hogwartsekspressen, og kommer derfor ind i Harry og Ron's kupé for at få det bekræftet. Han er flankeret af Vincent Crabbe og Gregory Goyle. Da Harry afslår hans lidet flatterende tilbud om venskab bliver Draco sur og vil tage Harry og Rons slik, men går, da Crabbe bliver bidt i fingeren af Scabbers ( Rons rotte ). Det fjendskab, der her startes, udvikler sig gennem hele deres skoletid.

### Fakultetet

#### Albus Dumbledore
Albus Dumbledore er rektor på Hogwarts. Han sørger for at den spæde Harry bliver taget i pleje af familien Dursley, og fungerer som en lidt fjern mentor for Harry på Hogwarts. Dumbledore er en smule skør, men genial. Han har langt sølvgråt og og skæg, og er 150 plus minus et par år.

#### Minerva McGonagall
Minerva McGonagall er professor og vicerektor på Hogwarts, samt overhoved for Huset Gryffindor. McGonagall underviser i Forvandling. McGonagall er lidt stram i masken og går altid med en knold i nakken og smaragdgrønne gevandter.

#### Rubeus Hagrid
Rubeus Hagrid er Nøglebærer og Godsforvalter på Hogwarts. Han er Dumbledore behjælpelig både med at gemme den spæde Harry, og at få Harry indskrevet på Hogwarts da drengen er blevet 11 år gammel. Hagrid udvikler sig hurtigt til at blive en nær ven af trekløveret Harry, Ron og Hermione.

#### Severus Snape
Severus Snape er professor på Hogwarts; han underviser i Eliksirer, selv om han længe har haft ambitioner om at blive valgt til underviser i Forsvar mod Mørkets Magter. Han nærer fra starten et inderligt had til Harry, der muligvis stammer fra fjendskabet med Harrys far, dengang de gik i skole sammen. Af samme årsag lykkes det ham gentagne gange at gøre livet surt for Harry og hans venner, men alligevel reder han Harrys liv i en quidditch kamp hvor Quirrel forhekser Harrys kost. Snape var også fjender med Harrys far og forelsket i hans mor.

#### Quirinus Quirrell
Quirinus Quirrell er professor på Hogwarts. Oprindeligt underviste han i Mugglerstudier men tog inden bogens begyndelse orlov og tog til Albanien. Her mødte han Voldemort og blev hans tjener. Han prøver senere at bryde ind i Gringotts uden held. Som straf overtager Voldemort Quirrell's krop. Voldemort ansigt er synligt på bagsiden af Quirrells hoved, så for at skjule dette må han bære en turban. For at holde Voldemort i live måtte Quirrell drikke blod fra enhjørninger.
Senere rejste Quirell tilbage til Hogwarts hvor han blev lærer i Forsvar mod Mørkets Magter. Hele Harrys første skoleår prøver han at dræbe Harry og finde De Vises Sten. I slutningen af skoleåret bliver han, og sammen med ham Voldemort, dræbt af Harry. Men Voldemors sjæl lever videre.

#### Andre
Pomona Spire er professor på Hogwarts, hvor hun underviser i Botanik. Professor Spire er desuden overhoved for Huset Hufflepuff.
Madam Pomfrey er læge i Hospitalsfløjen, og hun er god til sit arbejde. Madam Pomfrey tager sig af eleverne, når de kommer til skade, men overlader dog de mest komplekse tilfælde til troldmandshospitalet Skt. Mungos.
Madam Hooch er professor på Hogwarts. Professor Hooch underviser eleverne i Flyvning og træner skolens Quidditchhold. Desuden er hun dommer i alle quidditch kampene.

## Udvikling, udgivelse og modtagelse

### Udvikling
I 1990 ville J.K. Rowling, som hun foretrækker at blive kaldt, flytte sammen med sin kæreste i en lejlighed i Manchester og med hendes egne ord, "En weekend efter boligjagt, tog jeg selv toget tilbage til London og ideen om Harry Potter kom til mig... En radmager, lille, sorthåret, bebrillet dreng, som blev mere og mere en troldmand for mig... Jeg begyndte at skrive De Vises Sten den selvsamme aften. Selvom de første sider ikke lignede det færdige produkt det mindste." Da Rowlings mor døde, overførte Rowling, for at bearbejde sin sorg, sin egen smerte over til den forældreløse Harry. Rowling brugte seks år med at arbejde på Harry Potter og De Vises Sten og i 1996 modtog hun et legat på £4,000 (36.000 kr.) fra Scottish Arts Council, hvilket gjorde det muligt for hende at færdiggøre romanen og planlægge efterfølgerne. Hun sendte romanen til litteraturagent og en udgiver, og den anden agent hun sendte romanen til, brugte et år på at forsøge at sælge romanen til udgivere. De fleste af dem mente, at den var for lang med omkring 90,000 ord. Barry Cunningham, som var i færd med at opbygge en portfolio over særlige fantasihistorier for børn af nye forfattere for Bloomsbury Children's Books, anbefalede, at man accepterede bogen og den 8-årige datter af Bloomsburys ledende direktør sagde, at den var "så meget bedre end alt mulig andet."

### Britisk udgivelse og modtagelse
Bloomsbury accepterede romanen og udbetalte Rowling et forskud 23.000 kr., og Cunningham sendte prøveeksempler på romanen ud til særligt udvalgte forfattere, anmeldere og bogsælgere for at kunne indhente kommentarer, der kunne blive citeret når romanen blev udgivet. Han var hverken bekymret for romanens længde eller forfatterens navn, mere for romanens titel, der lød som en drengebog og drenge er mere tilbøjelige til at vælge bøger af mandlige forfattere. Derfor valgte Rowling at bruge pseudonymet J.K. Rowling kort før udgivelsen af romanen. I juni 1997 udgav Bloomsbury De Vises Sten med et foreløbigt oplag med 500 udgaver i hardback, hvoraf 300 blev distribueret til biblioteker. Det mindre oplag var standard for første roman i en serie, og Cunningham håbede, at bogsælgere ville læse bogen og anbefale den til kunder. Eksempler fra det foreløbige oplag er blevet ganske værdifulde, og er blevet set solgt for så meget som 198.845 kr. til en Heritage auktion i 2007. I maj 2013 blev en førsteudgave af bogen med Rowlings egne noter, 22 originale illustrationer og 43 siders tanker solgt for £ 150.000, hvilket svarer til ca. 1,3 millioner danske kroner på en Sotheby's.
Lindsey Fraser, som har stået bag en af blurb-kommentarerne, skrev, at det var tænkt som den første udgivende anmeldelse i The Scotsman den 28. juni 1997. Hun beskrev Harry Potter og De Vises Sten som "en enormt underholdende thriller" og Rowling som "en førsteklasses forfatter til børn". Andre tidligere anmeldelser i The Herald sagde, "Jeg har endnu ikke fundet et barn, som kan lægge den fra sig." Aviser udenfor Skotland begyndte at bemærke romanen med begejstrede anmeldelser i The Guardian, The Sunday Times og The Mail on Sunday, og i september 1997 gav Books for Keeps, et blad specialiseret i børnebøger, romanen fire ud af fem stjerner.
I 1997 vandt den britiske udgave en National Book Award og en guldmedalje fra Nestlé Smarties Book Prize i 9-11 års-kategorien. Smarties-prisen, som bliver bedømt af børn, gjorde romanen berømt efter seks måneders udgivelse, mens de fleste andre børnebøger må vente flere år.
Det følgende år vandt De Vises Sten næsten alle større britiske priser, som blev uddelt af børn. Den var også blandt favoritterne i børnebogspriser, der blev uddelt af voksne, men vandt ikke. Sandra Beckett udtalte, at bøger, der er populære blandt børn, bliver set som fordringsløse og ikke af de højeste litterære standarder – for eksempel forsmåede litterære virksomheder Roald Dahls værker, en enestående børnefavorit før Rowlings bøger.
Harry Potter og De Vises Sten vandt to af udgivelsesindustriens priser, der blev uddelt for salg frem for litterær fortjeneste, "British Book Awards Children's Book of the Year" og "Booksellers' Association / Bookseller Author of the Year". I marts 1999 havde de britiske udgaver solgt lige over 300,000 eksemplarer, og romanen var stadig blandt Storbritanniens bedstsælgende titler i december 2001. En braille-udgave blev udgivet i maj 1998 af den skotske braille-presse.
Perron 9¾, hvorfra Hogwartsekspressen forlod London, blev mindet på den virkelige King's Cross-station i London med et skilt mellem 9. og 10. perron og med en bagagevogn på vej gennem væggen.

### Oversættelser
I midt 2008 var romanen oversat til 67 sprog. Bloomsbury havde udgivet oversættelser i latin og i oldgræsk, og den sidstnævnte var beskrevet som "en af de mest vigtige stykker oldgræsk prosa, som er blevet skrevet i mange århundreder."

### Efterfølgere
Den anden bog, Harry Potter og Hemmelighedernes Kammer, blev oprindeligt udgivet i Storbritannien den 2. juli 1998 og i USA den 2. juni 1999. Harry Potter og Fangen fra Azkaban blev derefter udgivet et år senere i Storbritannien 8. juli 1999 og i USA den 8. september 1999. Harry Potter og Flammernes Pokal blev udgivet samme tid, den 8. juli 2000, af både Bloomsbury og Scholastic. Harry Potter og Fønixordenen er den længste bog i serien med 766 sider i den britiske version og 870 i den amerikanske. Den blev udgivet verden over i engelsk 21. juni 2003. Harry Potter og Halvblodsprinsen blev udgivet den 16. juli 2005, og blev solgte 11 mio. eksemplarer i de første 24-timer af dens verdensudgivelse. Den syvende og sidste roman, Harry Potter og Dødsregalierne, blev udgivet den 21. juli 2007. Den bog solgte 11 mio. i løbet af de første 24 timer; 2.7 mio. udgaver i Storbritannien og 8.3 i USA.

### Filmversionen
I 1999 solgte Rowling filmrettighederne til de første fire Harry Potter-bøger til Warner Bros. for 11,7 mio.  Rowling krævede at det væsentlige cast skulle være udelukkende britiske, men tillod også castings af irske skuespillere, som for eksempel med Richard Harris som Dumbledore, og andre udenlandske skuespillere til at spille karakterer af samme nationalitet i de senere bøger. Efter den omfattende casting, begyndte indspilningen i oktober 2000 i Leavesden Film Studios og i London, med endt produktion i juli 2001. Harry Potter og De Vises Sten havde premiere i London den 14. november 2001. Anmeldelserne var positive, hvilket blev reflekteret i en rating på 78 % Fresh på websiden Rotten Tomatoes, og en score 64% på Metacritic, hvilket tydede på "generelle rosende anmeldelser".

### Videospil
Videospil, der var frit baseret på bøgerne, blev udgivet mellem 2001 og 2003, oftest under den amerikanske titel Harry Potter and the Sorcerer's Stone. De fleste af spillene var udgivet af Electronic Arts, men udviklet af forskellige producere:
| Udgiver         | År   | Platform         | Type                    | Metacritic score    | Noter                       |
| --------------- | ---- | ---------------- | ----------------------- | ------------------- | --------------------------- |
| Electronic Arts | 2001 | MS Windows       | Rollespilsspil          | 65%                 |                             |
| Aspyr           | 2002 | Mac OS 9         | Rollespilsspil          | (ikke tilgængeligt) | Samme som Windows-versionen |
| Electronic Arts | 2001 | Game Boy Color   | Role-playing game       | (ikke tilgængeligt) |                             |
| Electronic Arts | 2001 | Game Boy Advance | "Adventure/puzzle" spil | 64%                 |                             |
| Electronic Arts | 2003 | GameCube         | "Action adventure"      | 62%                 |                             |
| Electronic Arts | 2001 | PlayStation      | Rollespilsspil          | 64%                 |                             |
| Electronic Arts | 2003 | PlayStation 2    | "Action adventure"      | 56%                 |                             |
| Electronic Arts | 2003 | Xbox             | "Action adventure"      | 59%                 |                             |

## Religiøse kontroverser
Religiøse kontroverser vedrørende Harry Potter og De Vises Sten, sammen med resten af Harry Potter-serien, stammer hovedsageligt fra påstande om, at romanen skulle indeholde okkulte eller sataniske undertoner. Efter man nogle steder i USA har villet forbyde bogen fra at blive brugt i undervisninger på skoler, har ledt til lejlighedsvise omtalte udfordringer, især fordi udøvelse af hekstkunstner er en regeringsanerkendt religion, mens at tillade bøgerne i folkeskolepensum bryder med den amerikanske lov om at holde kirke og stat adskilt. Serien lå øverst på American Library Associations "mest provokerende bøger"-liste fra 1999–2001.
Religiøs modstand blev også set i andre lande. De ortodokse kirker Grækenland og Bulgarien har lavet kampagner imod serien. Bøgerne er blevet bandlyst på skoler i Forenede Arabiske Emirater og kritiseret af den iranske statspresse.
De romankatolske meninger omkring serien har været delte. I 2003 kritiserede Catholic World Report Harrys respektløshed overfor regler og autoriteter, og anså seriens blanding af magiske og verdslige verdener som en "en fundamental afvisning af den guddommelige skabelsesberetning." I 2005 så kardinal Joseph Ratzinger, som senere det år blev pave, men på det tidspunkt var præfekt i "Congregation for the Doctrine of the Faith", serien som "diskret ubemærket forførelse, som kan forvaske den kristelige sjæl, før den er fuldt udvokset," og gav tilladelse til at blive citeret for det sidstnævnte. En talsmand for ærkebiskoppen af Westminister sagde, at kardinal Ratzingers ord ikke var bindende, eftersom de ikke var en officiel udtalelse i "Congregation for the Doctrine of the Faith". I 2003 sagde Monsignor Peter Fleetwood, et kirkeligt medlem, hvis arbejdede drejede sig om New Age-fænomenet, at Harry Potter-historierne "ikke er et banner for en anti-kristen teologi. De hjælper børn med at forstå forskellen mellem god og ond," og at Rowlings fremgangsmåde var kristen, og at historierne illustrerede nødvendigheden af at bringe ofre for at sejre over ondskaben.
Nogle religiøse reaktioner var positive. "Lige så meget som de [bøgerne] er blevet angrebet fra en teologisk synsvinkel," udtaler Rowling, "er de blevet lovprist og blevet diskuteret fra prædikestolen, og det mest interessante og tilfredsstillende for mig er, at det er fra flere forskellige trosretninger." Emily Griesinger skrev, at fantasilitteratur hjælper børn til at overleve virkeligheden længe nok til at lære at håndtere den, hvilket kan ses i Harrys første tur gennem Perron 9¾, som en brug af tro og håb, samt hans møde med Fordelingshatten, som er et af mange møde gennem bogen, som former Harry efter de valg han tager. Hun bemærkede også Harrys mors selvopofrelse, som redder drengen i den første bog og gennem resten af serien, hvilket er den stærkeste "dybere magi", som overskrider den magiske "teknologi" for alle troldmænd og som den magtsyge Voldemort ikke forstår.

## Stil og temaer
Philip Nel fremhæver indflydelsen fra Jane Austen, som Rowling har været stor beundrer af siden 12-års alderen. Begge forfattere gør brug af genlæsning, fordi detaljer der umiddelbart virker ubetydelige, kan have stor indflydelse på karakterne senere i historien – for eksempel da Sirius Black bliver kort omtalt i begyndelsen af Harry Potter og De Vises Sten, og så senere bliver en vigtig karakter fra den tredje til femte bog. Ligesom Austens heltinder, skal Harry ofte genoverveje sine ideer nær slutningen af bøgerne. En del af den sociale opførelse i Harry Potter-bøgerne minder om Austen, for eksempel den spændte fælleslæsning af breve. Begge forfattere satiriserer social opførsel og giver karakterne navne, som beskriver deres personligheder. Nel mener dog, at Rowlings humor er mere baseret på karikaturer og navnene hun har opfundet, minder mere om nogle man kunne finde i Charles Dickens' historier, og Amanda Cockrell bemærkede, at mange af disse udtrykker deres ejers karaktertræk gennem hentydninger, der findes fra den gamle romerske mytologi til det 18. århundredes germanske litteratur. Rowling mener, ligesom Narnia-seriens forfatter C.S. Lewis, ikke, at der er nogen faste distriktioner for historier til børn eller voksne. Nel bemærkede også at, ligesom mange gode børnebogsforfattere, kombinerer Rowling litterære genre – fantasy, young-adult fiction, kostskole-historier, dannelsesroman og mange andre.
Nogle anmeldere sammenlignede De Vises Sten med Roald Dahls historier. Mange forfattere har siden 1970'erne hyldet ham, men ingen har opnået noget nær hans popularitet hos børn og, i en undersøgelse lavet kort efter De Vises Sten, var syv ud af de ti mest populære børnebøger af Dahl, også den øverstrangerede. Den eneste anden virkelige populære børnebogsforfatter i de sene 1990'ere var amerikaneren R. L. Stine. Nogle af historieelementerne i De Vises Sten minder om dele af Dahls historier, for eksempel mister helten i Jimmy og den Store Fersken sine forældre og skal bo hos et par af sine ubehagelige tanter, en tyk og en tynd som Mr. og Mrs. Dursley, som behandler Harry som en tjener. Harry Potter var dog en distinktiv karakter, som er i stand til at påtage sig voksent ansvar og stadig være et barn indeni.
Bibliotekar Nancy Knapp og marketingsprofessor Stephen Brown bemærkede livligheden og beskrivelsernes detaljer, især i nogle af indkøbsscenerne i Diagonalstræde. Tad Brennan kommenterede at Rowlings skrivestil minder om Homers: "hurtig, enkel og direkte i udtryk." Stephen King beundrede "den slags spøgefulde detaljer som kun britiske fantasister er i stand til at skabe" og konkluderede at de fungerede, fordi Rowling nyder den hurtige fnisen og derefter fortsætte raskt fremad.
Nicholas Tucker skrev, at de første Harry Potter-bøger så tilbage på den victorianske og edwardianske børnehistorier: Hogwarts var en gammeldags kostskole, hvor lærerne formelt tiltalte eleverne ved efternavn og var meget optagede af deres huses omdømme; karakternes personligheder blev vist gennem deres opførsel, hvilket først ses i Dursleyerne; onde og skadefro karakterer stod til at blive ødelagt frem for at forbedre sig, hvilket også inkluderer Filchs kat Mrs. Norris. Også helten, en mishandlet forældreløs, som finder sin sande plads i livet, var karismatisk og god til sport, men hensynsfuld og beskyttende overfor de svage.  Flere andre anmeldere har udtalt, at bøgerne har givet et billede af et strengt opdelt samfund med mange sociale stereotyper. Karin Westerman trak derimod paralleller til 1990'ernes Storbritannien: et klassesystem, som var ved at bryde sammen, men som blev opretholdt af nogles magt og status; den multietniske sammensætning af Hogwarts' elever; de racistiske spændinger mellem forskellige intelligentsklasser, samt mobning i skolen.
Susan Hall skrev, at der ingen retsprincip at finde i bøgerne, ligesom handlingerne embedsmændene fra Ministeriet for Magi foretager er udenfor loven eller uden ansvar af nogen art. Dette giver Voldemort for sætte hans egen forfærdende orden. En bivirkning for Harry og Hermione, som er vokset op i en streng reguleret Muggler-verden, er at de er i stand til at tænke i baner, som er ukendte for troldmænd. For eksempel indser Hermione, at en af forhindringerne for at finde De Vises Sten, kræver logisk tænkning frem for magi og at de fleste troldmænd ikke ville kunne klare forhindringen.
Nel skrev, at den uflatterende karakterisering af de ekstremt konventionelle, statusbeviste og materialistiske Dursleyer, var Rowlings reaktion til de familiepolitikker, som den britiske regering brugte i de tidlige 1990, hvilket gjorde, at et gift heteroseksuelt par var den "foretrukne norm", mens forfatteren selv var alenemor. Harrys forhold til voksne og unge troldmænd er baseret på hengivenhed og loyalitet. Dette vises i hans glæde over at være midlertidigt medlem af Weasley-familien og hans brug af først Rubeus Hagrid og senere Remus Lupin og Sirius Black som faderfigurer.

## Eksterne links
| Portal | Portal:Novels |

- Background information and storylines fra Harry Potter Lexicon